# Узник (фильм)
«Узник» (англ. One in the Chamber) — боевик 2012 года с участием Дольфа Лундгрена и Кьюбы Гудинга-младшего, рассказывающий о профессиональном наёмном убийце, который во время смертельной схватки с мафией оказывается целью преследования неизвестного опасного врага. 
Съёмки фильма прошли в конце июня 2011 года в Чехии, а премьера самого фильма состоялась в августе 2012 года. Фильм вышел сразу на DVD и получил смешанные отзывы кинокритиков.

## Сюжет
После падения коммунизма преступники создали в Восточной Европе синдикат. Когда одному из подобных преступников, Рэю Карверу, предложили убить наркобарона, он проваливает задание и решает вместо этого навредить заказчику, убивая его младшего брата. Тем временем в город приезжает опытный русский наёмный убийца, который совершает сделку с боссом мафии — уничтожить Карвера и забрать все деньги из букмейкерской конторы Демьяна, главаря Северокавказского наркокартеля.

## В ролях
- Кьюба Гудинг-младший — Рэй Карвер
- Дольф Лундгрен — Алексей Андреев
- Клаудия Бассолс — Дженис Ноулз
- Билли Мюррей — Лео Кросби
- Лео Грегори — Бобби Суверов
- Андрей Бикнелл — Михаил Суверов, глава русской мафии
- Луис Мэндилор — Демьян Иванов
- Алин Панк — Влад Таваньян, глава русской мафии